# ARM 홀딩스
ARM 홀딩스 plc(영어: Arm Holdings plc)는 영국의 반도체 회사이다. 프로세서를 설계하고 라이센싱하는 것으로 유명하다. 이외에도 리얼뷰 및 케일 브랜드로 소프트웨어 개발 도구도 설계, 제조, 라이선스하고 있다. 시스템과 플랫폼, 시스템 온 칩 인프라스트럭처, 기타 소프트웨어도 설계, 제조, 라이선스하고 있다. ARM 홀딩스는 런던 증권거래소 및 나스닥에 상장되어 있다. 또한, 실리콘 펜(캠브리지 클러스터) 지역 회사로 유명하다. 2016년 7월 일본 소프트뱅크그룹에 310억달러에 인수되었다. 2020년 9월 13일, 엔비디아는 소프트뱅크로부터 Arm을 10% 주식과 함께 400억 달러에 인수한다고 발표하였다.

## 역사

### 이름
ARM이라는 이름은 1983년 아콘 컴퓨터즈(Acorn Computers)의 프로세서인 'Acorn RISC Machine'에서 처음 쓰였다. 그러나 1990년에 ARM이 설립되면서 'Advanced RISC Machines'의 줄임말로 사용되기 시작했다. 한동안 'Advanced RISC Machines Ltd.'라는 이름을 사용했으며, 1998년 기업공개를 하면서 ARM 홀딩스로 이름을 바꿨다. ARM은 일반적으로 프로세서의 이름으로만 사용된다.

### 설립
이 회사는 어드밴스드 RISC 머신즈 리미티드(Advanced RISC Machines Ltd.)라는 이름으로 1990년 11월, 아콘 컴퓨터즈와 애플 컴퓨터(현재 애플), VLSI 테크놀로지의 조인트 벤처로 설립됐다. 아콘 RISC 머신 프로세서를 발전시킨 프로세서를 개발했다. 이 프로세서는 애플의 뉴튼 프로젝트에 사용됐다. 1993년 처음으로 흑자를 냈으며, 1994년 도쿄와 실리콘밸리에 사무소를 열었다. 1997년에는 시스템 온 칩 플랫폼을 공급받고 디스크 드라이브 시장에 진입하기 위한 팜칩 코퍼레이션(Palmchip Corporation)에 투자했다. 1998년, 회사 이름을 'ARM Ltd.'로 바꿨다. 또한 1998년, 런던 증권거래소와 나스닥에 상장됐고, 1999년 2월 애플의 지분은 14.8%로 떨어졌다.

### 인수
2016년 7월 18일 소프트뱅크는 ARM을 약 35조원에 인수하였다.
2016년 9월 5일(그리니치 표준시) 소프트뱅크는 총액 약 240억 파운드 (약 310억 달러/약 3.3조엔)로 ARM의 발행 주식 및 발행 예정 주식 전부를 현금으로 구매 완료했음을 밝혔다.

## 운영

### 수익 모델
인텔이나 프리스케일 세미컨덕터. 르네사스 일렉트로닉스와 같은 전통적인 마이크로프로세서 공급자와 다르게 ARM은 기술에 대한 지적재산(IP)만 만들고 라이센스한다. 물리적인 CPU나 GPU, SoC, 마이크로컨트롤러 등을 생산하거나 판매하지 않는다. 이는 ARC 인터내셔널, 이매지네이션 테크놀로지스와 비슷하다.

### 시설
ARM은 캘리포니아주 산호세, 텍사스주 오스틴, 워싱턴주 올림피아, 인도 벵갈루루, 노르웨이 트론헤임, 스웨덴 룬드, 일본 요코하마시, 대한민국 성남시 등지에 사무소와 설계 센터를 두고 있다.

## 같이 보기
- ARM 아키텍처